# Arez e Amieira do Tejo
Arez e Amieira do Tejo (llamada oficialmente União das Freguesias de Arez e Amieira do Tejo) es una freguesia portuguesa del municipio de Nisa, distrito de Portalegre.

## Historia
Fue creada el 28 de enero de 2013 en aplicación de una resolución de la Asamblea de la República de Portugal promulgada el 16 de enero de 2013 con la unión de las freguesias de Amieira do Tejo y Arez, pasando su sede a estar situada en la antigua freguesia de Arez.

## Demografía
| Gráfica de evolución demográfica de Arez e Amieira do Tejo entre 2011 y 2021 |
|                                                                              |
| Datos según el nomenclátor publicado por el INE portugués.                   |